# Leemire Goldwire
Leemire LaTray Goldwire (West Palm Beach, 24 novembre 1985) è un ex cestista statunitense.

## Carriera
Terminati gli studi presso la University of North Carolina at Charlotte, approda nel 2008 in Grecia all'Egaleo, poi a dicembre dello stesso anno si sposta in Bulgaria dove gioca con il Lukoil Akademik Sofia.
Disputa quindi la stagione 2009-10 e parte di quella successiva con la casacca dei Sioux Falls Skyforce, franchigia della lega di sviluppo D-League.
Nel mese di gennaio 2011 viene ingaggiato dalla Fulgor Libertas Forlì, squadra militante in Legadue, per sostituire l'ala Ryan Wittman. Chiude la sua prima stagione in italia con 19,1 punti, 6,8 falli subiti, 39,4% da tre, 4,5 assist per partita. Nell'estate del 2011 si trasferisce alla Leonessa Brescia, rimanendovi fino al 2012. Passa poi al Rabotnički Skopje e nell'estate 2013 torna in Italia all'Aurora Jesi.
Il 28 marzo 2014, termine ultimo per i trasferimenti tra la Serie A e la LNP viene ufficializzato l'accordo con la Felice Scandone Basket Avellino.

## Palmarès
- Campione di Bulgaria (2009)